# 量子解析学
数学の分野としての量子解析学（りょうしかいせきがく、英: quantum calculus）は極限の概念を持たないことを除けば通常の微分積分学と同じものであり、しばしば「極限の無い微分積分学」(calculus without limits) と呼ばれる。量子解析学には二種類のパラメータ q, h（q は量子 (quantum) の頭文字、h はプランク定数にそれぞれ由来する）がそれぞれ入った q-解析と h-解析という二つの形で述べることができる（両者は {\displaystyle q=e^{ih}(=e^{2\pi i\hbar })} なる関係で結ばれていると理解するのがよい）。

## 微分法
函数の微分は q-解析および h-解析のそれぞれに対して {\displaystyle d_{q}(f(x)):=f(qx)-f(x)} および {\displaystyle d_{h}(f(x)):=f(x+h)-f(x)} と定義され、同様に導函数も q-微分 {\displaystyle D_{q}(f(x))={\frac {d_{q}(f(x))}{d_{q}(x)}}:={\frac {f(qx)-f(x)}{(q-1)x}}} および h-微分 {\displaystyle D_{h}(f(x)):={\frac {d_{h}(f(x))}{d_{h}(x)}}={\frac {f(x+h)-f(x)}{h}}} が定まる。
注これらの式が h → 0 の極限、あるいは同じことだが q → 1 の極限で、古典的な微分積分学における通常の微分を与えるものとなることが確認できる。

## 積分法

### q-積分
函数 F(x) が f(x) の q-原始函数であるとは、DqF(x) = f(x) を満たすときに言い、{\textstyle \int f(x)\,d_{q}x} で表す。f の q-不定積分はジャクソン積分と呼ばれる公式 {\displaystyle \int f(x)\,d_{q}x=(1-q)\sum _{j=0}^{\infty }xq^{j}f(xq^{j})} によって求めることができる。0 < q < 1 のとき、適当な 0 ≤ α < 1 に対して |f(x)xα| が半開区間 (0, A] 上有界となるならば、右辺の和は (0, A] 上で F(x) に収束する。
上記の q-積分は、無限個の点 x = qj においてそれぞれ qj だけ跳んで増加する階段函数に関するリーマン–スティルチェス積分である。そのような階段函数を gq(t) と書けば、dgq(t) = dqt となる。

### h-積分
函数 F(x) が f(x) の h-原始函数（h-不定積分）であるとは、DhF(x) = f(x) となるときに言い、{\textstyle \int f(x)\,d_{h}x} で表す。a, b を h の相異なる倍数とするとき、h-定積分 {\textstyle \int _{a}^{b}f(x)\,d_{h}x} は、閉区間 [a, b] の小区間の幅が h であるような分割に関する f のリーマン和によって定義される。

## 例
古典的な微分積分学において、適当な自然数 n を冪指数とする冪函数 xn の導函数は n⋅xn−1 で与えられるのであった。これに対応する q-解析および h-解析の式は、それぞれ {\displaystyle D_{q}(x^{n})={\frac {q^{n}-1}{q-1}}x^{n-1}=[n]_{q}\ x^{n-1}} および {\displaystyle D_{h}(x^{n})=x^{n-1}+hx^{n-2}+\cdots +h^{n-1}} で与えられる。ただし、{\textstyle [n]_{q}:={\frac {q^{n}-1}{q-1}}} は q-数である。
したがって、{\textstyle [n]_{q}x^{n-1}} が自然数冪の微分法則の q-解析版ということになる。この意味で冪函数は q-解析においても「よく振る舞う」ということができるが、他方 h-解析ではそうでない（冪函数の h-解析版としては下降階乗冪 {\textstyle (x)_{n}:=x(x-1)\cdots (x-n+1)} がとられるべきである）。これをさらに推し進めて発展させれば、たとえばテイラー展開などの概念もほとんどそのままの形で q-解析版に持ち込むことができるし、通常考えるような任意の函数の q-解析版にさえ到達することができる。例えば、正弦函数の q-解析版を q-微分すれば適当な意味で q-解析版余弦函数になるはずである。

## 歴史
h-解析はまさに差分法に他ならず、これはジョージ・ブールらによって研究され、組合せ論や流体力学など数々の分野でその有効性が確かめられている。q-解析は、ある意味ではレオンハルト・オイラーやカール・グスタフ・ヤコビにまで遡れるが、近年では交換関係およびリー代数に密接な関係を持つ量子力学において有効性が見いだされ始めている。